# Ерко Јун
Ермин Јунузовић (Јања, 28. јун 1990), познат као Ерко Јун, босанскохерцеговачки је ММА борац.

## Биографија
Рођен је 28. јуна 1990. у бошњачкој породици Јањи. Међутим, након почетка рата у Босни и Херцеговини, с породицом се преселио из земље. У Антверпену је почео да тренира ММА.